# 阿姆内维尔
阿姆内维尔（法語：Amnéville，法語發音：[amnevil]；洛林语：Aumnevelle）是法国摩泽尔省的一个市镇，属于梅斯区。

## 历史
1974年1月1日，市镇马朗库尔拉蒙塔涅并入阿姆内维尔。其不与原阿姆内维尔接壤，因此其为阿姆内维尔的一个飞地。

## 地理
阿姆内维尔（49°15'39"N, 6°8'31"E）面积10.46 平方千米，位于法国大東部大區摩泽尔省，该省份为法国东北部内陆省份，是洛林的一部分，西南接默尔特-摩泽尔省，东临下莱茵省，北与卢森堡和德国接壤。
与阿姆内维尔接壤的市镇（或旧市镇、城区）包括：冈德朗日、阿贡当日、马朗日-锡尔旺日、蒙德朗日、蒙图瓦拉蒙塔涅、大穆瓦约夫尔、皮埃尔维莱、里什蒙、龙巴、龙库尔、奥恩河畔维特里。
阿姆内维尔的时区为UTC+01:00、UTC+02:00（夏令时）。

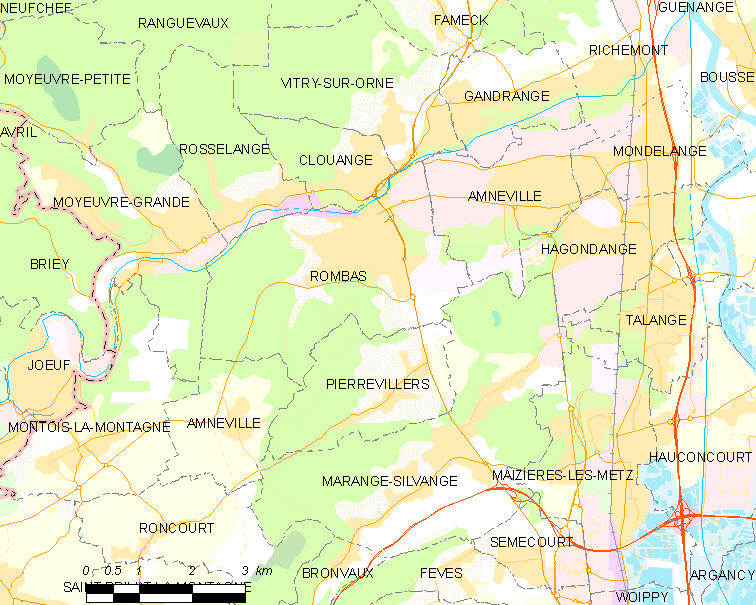
阿姆内维尔的OSM定位图

## 行政
阿姆内维尔的邮政编码为57360，INSEE市镇编码为57019。

## 政治
阿姆内维尔所属的省级选区为龙巴县。

## 人口

1962-2008年间阿姆内维尔人口变化图示

阿姆内维尔于2022年1月1日时的人口数量为10853人。